# Mimectatina
Mimectatina is een kevergeslacht uit de familie van de boktorren (Cerambycidae). De wetenschappelijke naam van het geslacht werd voor het eerst geldig gepubliceerd in 1927 door Aurivillius.

## Soorten
Mimectatina omvat de volgende soorten:
- Mimectatina apicefusca Breuning, 1966
- Mimectatina celebensis Breuning, 1975
- Mimectatina celebica Breuning, 1975
- Mimectatina divaricata (Bates, 1884)
- Mimectatina fukudai (Hayashi, 1969)
- Mimectatina fuscoplagiata (Breuning, 1939)
- Mimectatina iriei Hayashi, 1984
- Mimectatina longipennis Makihara, 2004
- Mimectatina meridiana (Matsushita, 1933)
- Mimectatina murakamii Hayashi, 1978
- Mimectatina singularis Aurivillius, 1927
- Mimectatina truncatipennis (Pic, 1944)
- Mimectatina variegata Kusama & Takakuwa, 1984